# Ukraina na Zimowych Igrzyskach Olimpijskich 2002
Ukrainę na Zimowych Igrzyskach Olimpijskich 2002 reprezentowało 68 zawodników. Był to trzeci start Ukrainy na zimowych igrzyskach olimpijskich.

## Wyniki reprezentantów Ukrainy

### Biathlon
Mężczyźni
- Ołeksandr Biłanenko

bieg indywidualny - 68. miejsce
- Wjaczesław Derkacz

sprint - 36. miejsce
bieg pościgowy - 40. miejsce
bieg indywidualny - 23. miejsce
- Andrij Deryzemla

sprint - 38. miejsce
bieg indywidualny - 27. miejsce
- Rusłan Łysenko

sprint - 53. miejsce
bieg indywidualny - 24. miejsce
- Roman Pryma

sprint - 76. miejsce
- Wjaczesław Derkacz
Ołeksandr Biłanenko
Roman Pryma
Rusłan Łysenko

sztafeta - 7. miejsce
Kobiety
- Oksana Chwostenko

bieg indywidualny - 29. miejsce
- Nina Łemesz

sprint - 47. miejsce
- Ołena Petrowa

sprint - 48. miejsce
bieg indywidualny - 24. miejsce
- Tetiana Wodopjanowa

sprint - 31. miejsce
bieg pościgowy - 26. miejsce
- Ołena Zubryłowa

sprint - 59. miejsce
bieg indywidualny - 34. miejsce
- Ołena Zubryłowa
Ołena Petrowa
Nina Łemesz
Tetiana Wodopjanowa

sztafeta - 10. miejsce

### Bobsleje
Mężczyźni
- Ołeksandr Iwanyszyn
Ołeksandr Strelcow

Dwójki - 34. miejsce
- Ołeh Poływacz
Bohdan Zamostjanyk
Ołeksandr Iwanyszyn
Jurij Żurawskij

Czwórki - 9. miejsce

### Biegi narciarskie
Mężczyźni
- Roman Łejbiuk

Sprint - 45. miejsce
15 km stylem klasycznym - 32. miejsce
20 km łączony - 11. miejsce
30 km stylem dowolnym - 50. miejsce
50 km stylem klasycznym - 22. miejsce
Kobiety
- Wita Jakimczuk

Sprint - 41. miejsce
15 km stylem dowolnym - 44. miejsce
- Maryna Pestriakowa

Sprint - 57. miejsce
10 km łączony - DNF
- Ołena Rodina

10 km stylem klasycznym - 41. miejsce
10 km łączony - 56. miejsce
30 km stylem klasycznym - 38. miejsce
- Wałentyna Szewczenko

10 km stylem klasycznym - 12. miejsce
10 km łączony - 21. miejsce
15 km stylem dowolnym - 21. miejsce
30 km stylem klasycznym - 5. miejsce
- Iryna Taranenko

Sprint - 29. miejsce
10 km stylem klasycznym - 11. miejsce
10 km łączony - 10. miejsce
15 km stylem dowolnym - 9. miejsce
30 km stylem klasycznym - 18. miejsce

### Hokej na lodzie
Mężczyźni
- Wasyl Bobrownykow, Dmytro Chrystycz, Ihor Czybiriew, Ołeksandr Fedorow, Rusłan Fedotenko, Jurij Huńko, Ihor Karpenko, Serhij Kłymentjew, Witalij Łytwynenko, Wałentyn Ołecki, Ołeksij Ponikarowskij, Roman Sałnykow, Bohdan Sawenko, Władysław Serow, Kostiantyn Simczuk, Wadym Sływczenko, Andrij Sriubko, Wadym Szachrajczuk, Wałerij Szyriajew, Wjaczesław Tymczenko, Dmytro Tołkunow, Serhij Warłamow, Wjaczesław Zawalniuk - 10. miejsce

### Łyżwiarstwo figurowe
Mężczyźni
- Dmytro Dmytrenko

soliści - 18. miejsce
Kobiety
- Ołena Laszenko

solistki - 14. miejsce
- Hałyna Maniaczenko

solistki - 12. miejsce
Pary
- Tetiana Czuwajewa
Dmytro Pałamarczuk

Pary sportowe - 16. miejsce
- Alona Sawczenko
Stanisław Morozow

Pary sportowe - 15. miejsce
- Julija Hołowina
Ołeh Wojko

Pary taneczne - 21. miejsce
- Ołena Hruszyna
Rusłan Honczarow

Pary taneczne - 9. miejsce

### Łyżwiarstwo szybkie
Mężczyźni
- Andrij Fomin

500 m - 29. miejsce
1000 m - 37. miejsce
1500 m - 43. miejsce
Kobiety
- Ołena Miahkych

1000 m - 35. miejsce
1500 m - 38. miejsce
3000 m - 31. miejsce

### Narciarstwo alpejskie
Mężczyźni
- Mykoła Skriabin

zjazd - 49. miejsce
supergigant - 29. miejsce
gigant - 45. miejsce
slalom - DNF
kombinacja - 25. miejsce
Kobiety
- Julija Siparenko

gigant - 43. miejsce
slalom - 30. miejsce

### Narciarstwo dowolne
Mężczyźni
- Enwer Abłajew

skoki akrobatyczne - 22. miejsce
- Stanisław Krawczuk

skoki akrobatyczne - 5. miejsce
Kobiety
- Tetiana Kozaczenko

skoki akrobatyczne - 15. miejsce

### Saneczkarstwo
Mężczyźni
- Danyło Panczenko
Ołeh Awdiejew

dwójki - 11. miejsce
Kobiety
- Orysława Czuchlib
Lilija Łudan

dwójki - 11. miejsce

### Short track
Mężczyźni
- Wołodymyr Hryhorjew

500 m - 30. miejsce
1000 m - DSQ
1500 m - 26. miejsce

### Skoki narciarskie
Mężczyźni
- Wołodomyr Hływka

Skocznia duża - nie zakwalifikował się
Skocznia normalna - nie zakwalifikował się